# Hagsatera brachycolumna
Hagsatera brachycolumna là một loài thực vật có hoa trong họ Lan. Loài này được (L.O.Williams) R.González mô tả khoa học đầu tiên năm 1974.

## Hình ảnh

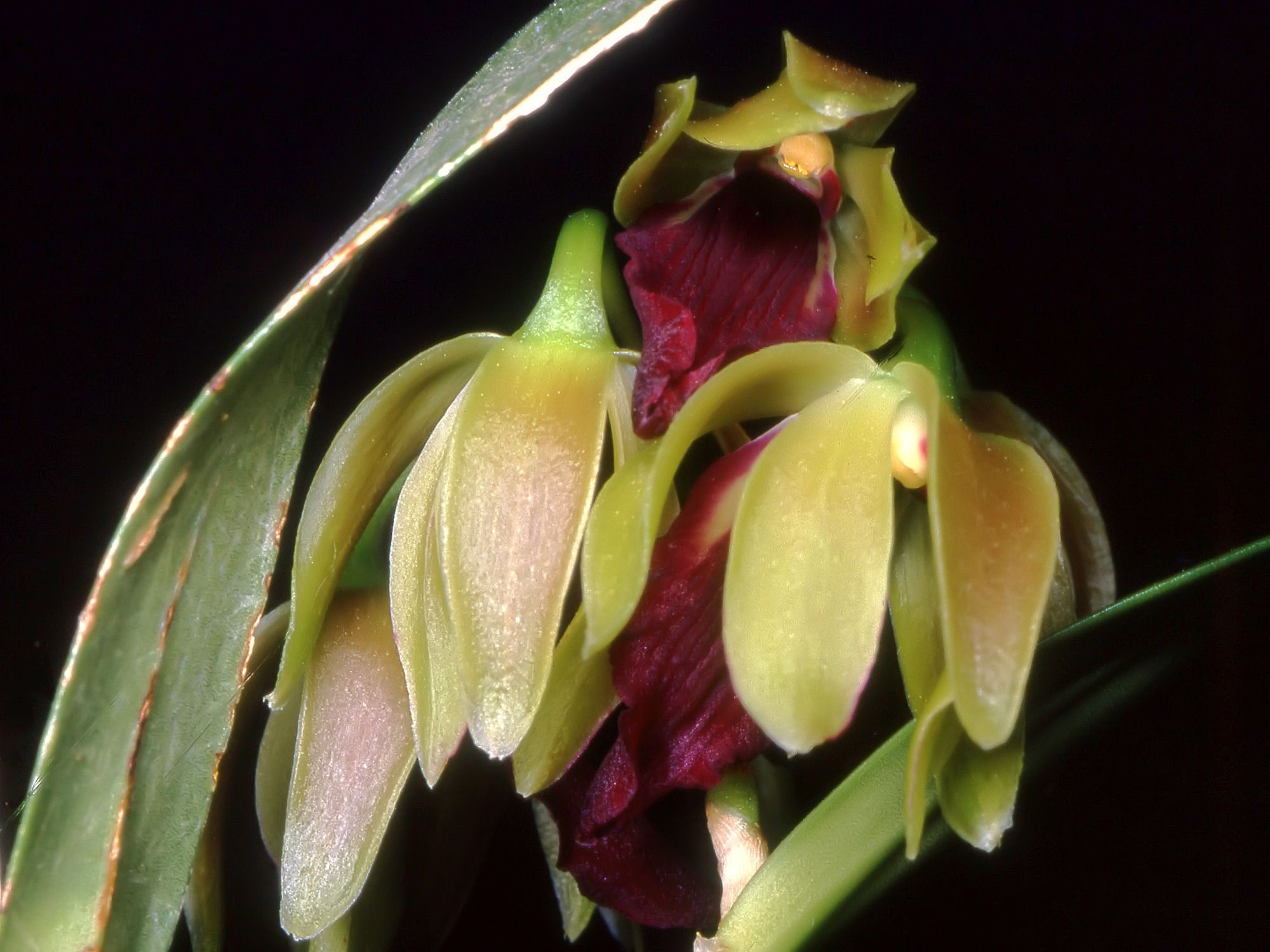
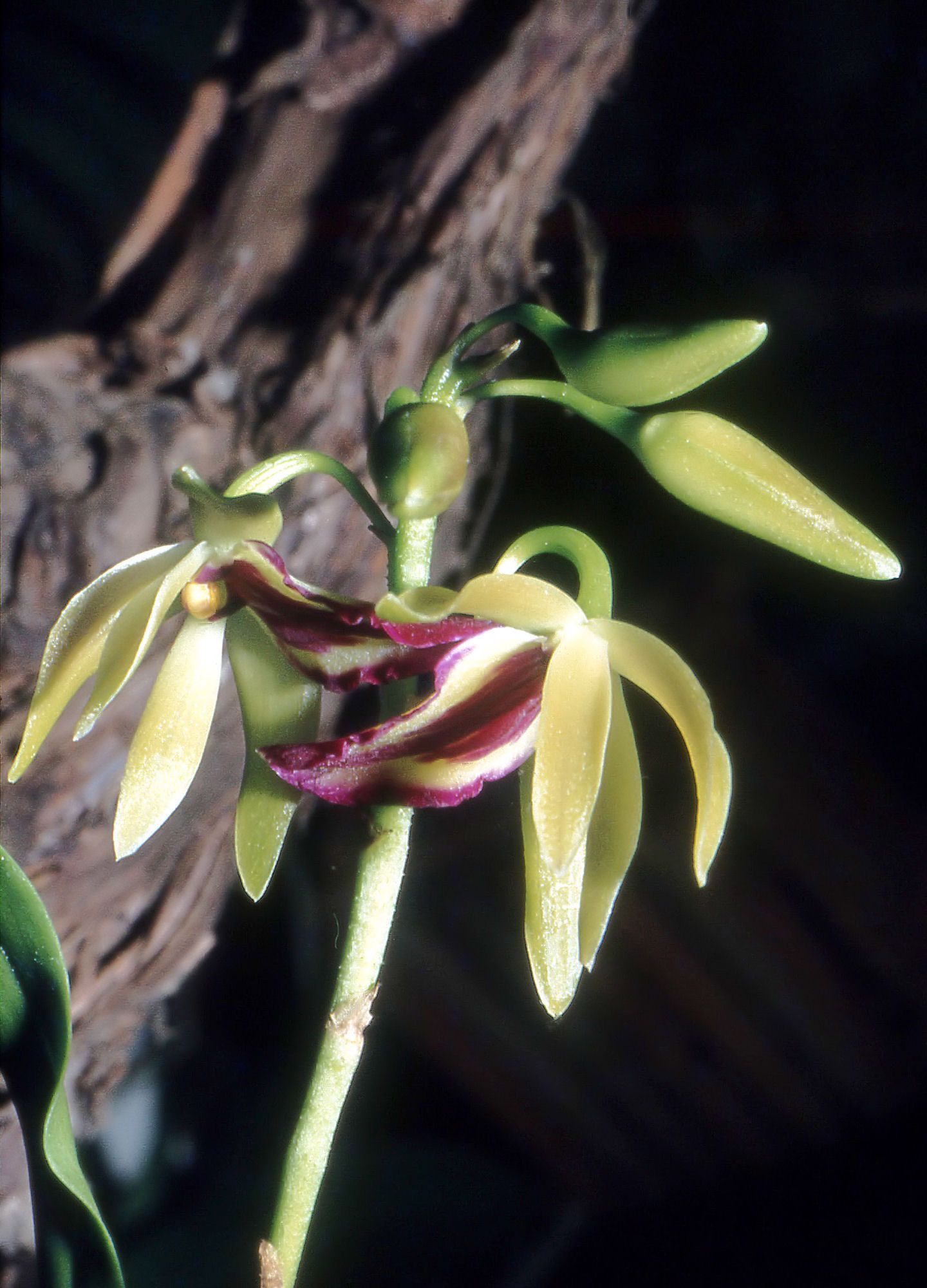
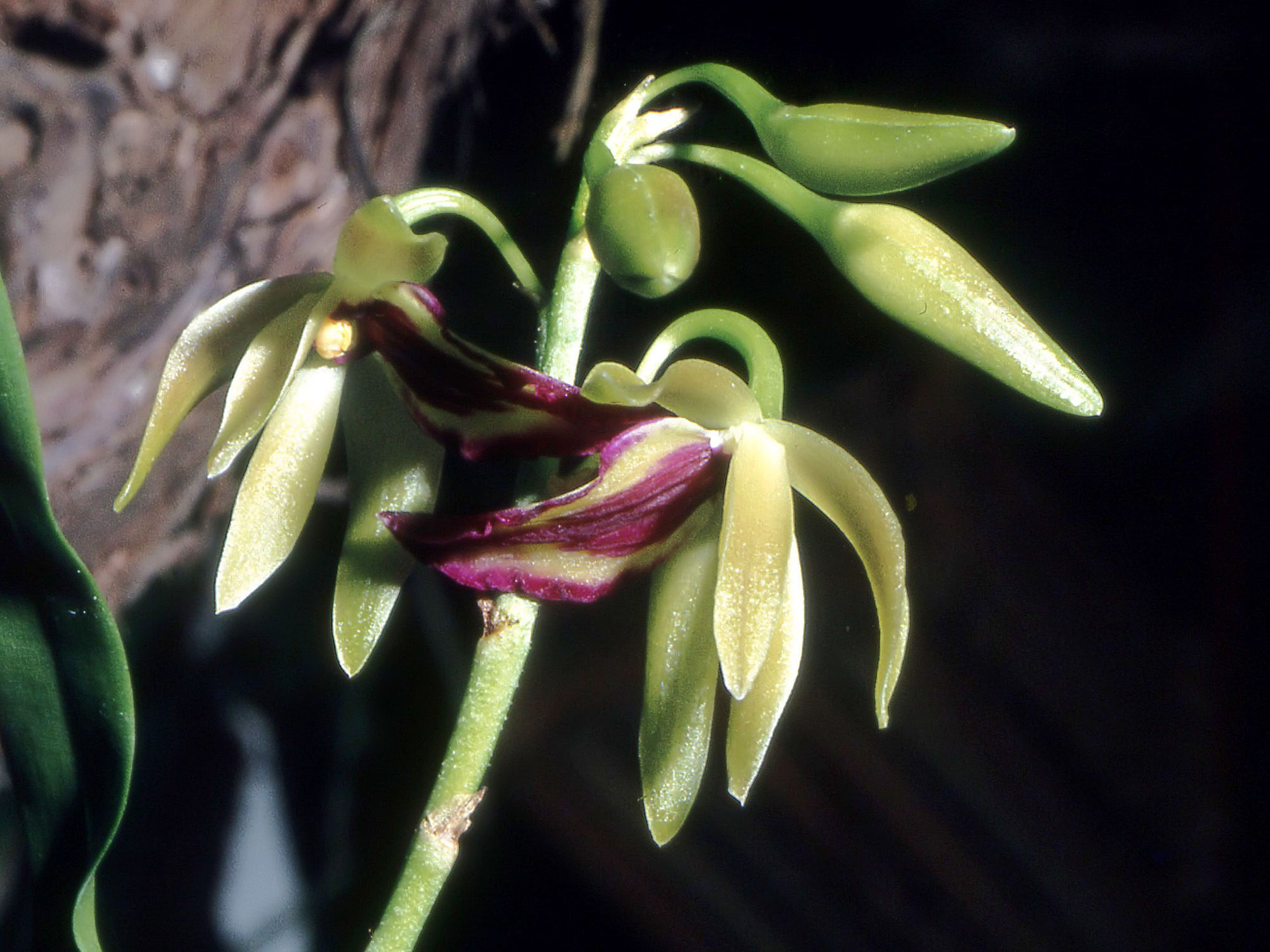